# Orionidi

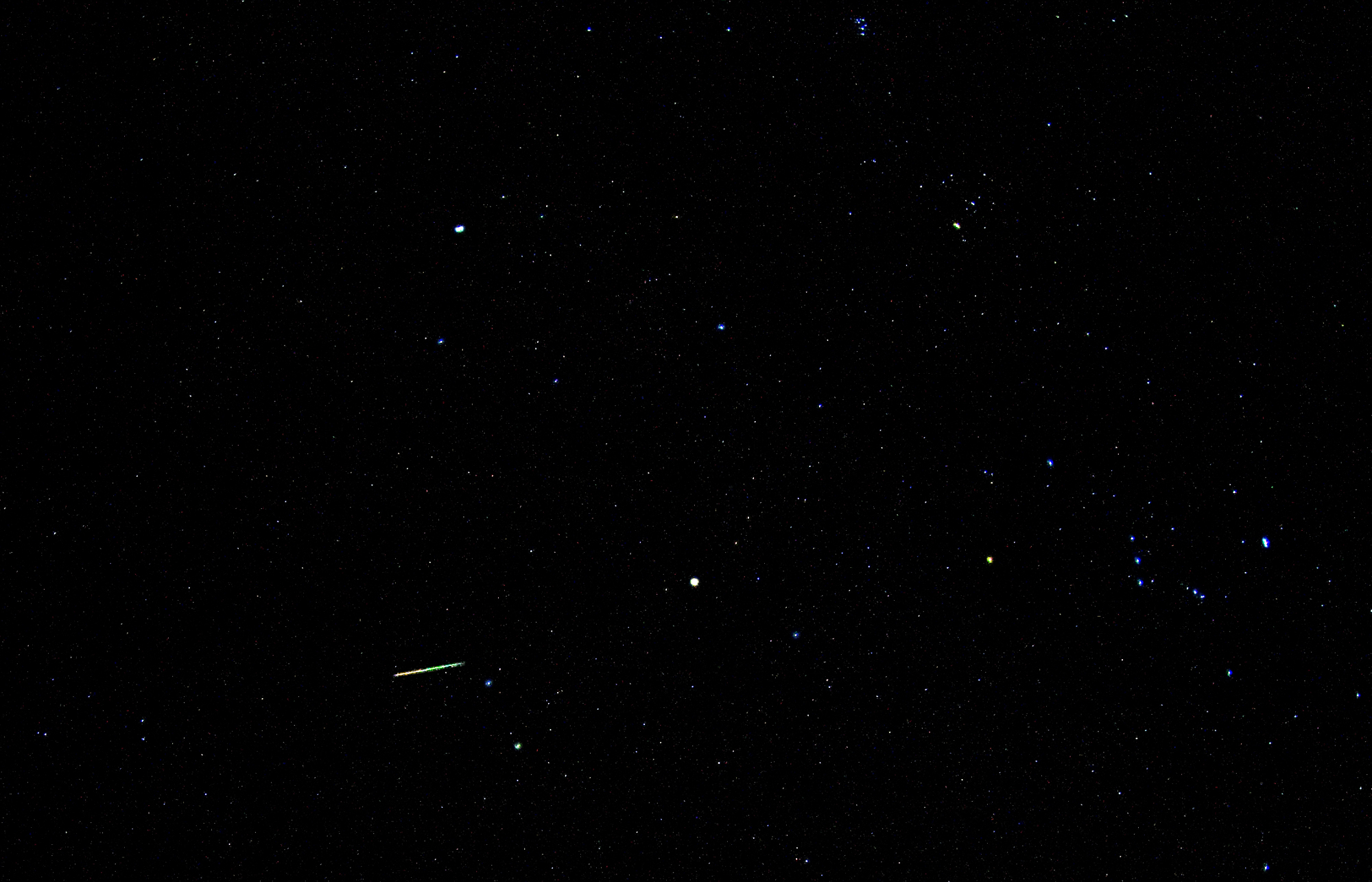
Una delle Orionidi sopra il cielo della Valle della Morte; la costellazione di Orione è sulla destra

Le Orionidi sono uno sciame meteorico che appare periodicamente fra il 2 ottobre e il 7 novembre, con il massimo dell'attività intorno al 20-23 di ottobre; deve il suo nome alla posizione del suo radiante (il punto dal quale sembrano partire le stelle), una vasta area nei pressi della costellazione di Orione.
È, insieme a quello delle Eta Aquaridi, uno dei due sciami meteorici generati dal passaggio della Terra nella scia della cometa di Halley. 

## Storia
Lo sciame delle Orionidi è ufficialmente noto dal 1839, anno in cui tal E.C. Herrick del Connecticut constatò la ricorrenza di una pioggia di meteore "tra l'8 e il 15 di ottobre"; Herrick reiterò la dichiarazione l'anno seguente, estendendo però il periodo dall'8 al 25 ottobre. Il 18 ottobre 1864 Alexander Stewart Herschel fu il primo a condurre un'osservazione attenta dello sciame, confermando, il 20 ottobre seguente, che la pioggia si originava da Orione.
L'interesse attorno allo sciame e al suo punto di origine si accrebbe negli anni seguenti (dato che gli altri sciami hanno radianti molto più ristretti rispetto a quello delle Orionidi, fra gli astronomi si dibatteva se il radiante delle Orionidi si spostasse da un giorno all'altro).

## Osservazione
Si tratta di uno degli sciami più importanti del quarto trimestre dell'anno, con meteore giallo-verdi che sfrecciano alla velocità di 66 km/s. Lo sciame tocca punte di 20 meteoriti durante il picco di attività nell'emisfero settentrionale, e di 50 in quello meridionale, ma va notato che i picchi massimi sono molto variabili; questo potrebbe dipendere dalla presenza di più "scie", alcune forti e alcune deboli, della cometa di Halley, che ha incrociato l'orbita del nostro pianeta quasi una trentina di volte.